# Bernice Edwards
Bernice Edwards, (Katy, 1910 – Houston, 1969. február 26.) Bernice Edwards amerikai klasszikus bluesénekesnő, zongorista és dalszerző volt. 1926. és 1935. között összesen 21 számot vett fel. Az akkori női blues-előadóktól szokatlan módon Edwards maga komponálta néhány dalát. Életének részletei kevéssé ismertek.
| Bernice Edwards                           | Bernice Edwards                           |
| Kattints az alábbi külső linkek egyikére! | Kattints az alábbi külső linkek egyikére! |
| ----------------------------------------- | ----------------------------------------- |
| Nem található szabad kép.(?)              |                                           |
| külső link · jogvédett                    | Bernice Edwards                           |

## Pályafutása
Edwards valószínűleg a texasi Katyben született. Houstonban nőtt fel. Rokonságban zenész családtagjaikkal (Beulah Belle, George, Hociel és Hersal Thomas) − velük töltött idő alatt megtanult zongorázni.
1923-ban George-dzsal és Hersal Thomasszal együtt Chicagóba, Illinois államba költözött. Öt évvel később, 1928-ban Edwards tizenkét dalt vett fel a Paramount Recordsnál, köztük a „Moaning Blues”-t. Ez a cím vezethette ahhoz, hogy néha Moanin' Bernice (Edwards) néven emlegették.
Önagát zongorán kísérte, miközben főként lassú blues dalokat énekelt, köztük a „Long Tall Mama” saját verzióját is. Dalainak közös témája többnyire az alantas és gonosz férfiak voltak  („Mean Man Blues” és a „Hard Hustling Blues”).
Néhány korai felvétele „Bernice Duke” címmel néven jelent meg. 1935-ben Edwards visszatért a hangstúdióba a texasi Fort Worth-ben az American Record Corporation számára. Black Boy Shine énekessel zongoraduetteket is rögzített, köztük egyet „Hot Mattress Stomp” címmel. A felvételen John T. Smith gitárjátéka is hallható. Saját szerzeményű száma, a „Butcher Shop Blues” (1935) a szexuális célzás tartalmú, bár Edwards énekével ez kevéssé kifejezően. A Fort Worth-i felvétel után Edwards állítólag megnősült. A kutatók szerint 1969-ben, körülbelül 62 éves korában halt meg a houstoni Hermann Kórházban.
Dalai számos válogatásalbumon szerepelnek.

## Albumok
- Texas Piano Vol. 1 (1923–1935)
- Blues, Volume 4: The Thomas Family 1925—1929
- The Complete Recorded Works of George and Hersal Thomas, Moanin' Bernice Edwards (1923–1935).
- https://www.discogs.com/artist/664763-Bernice-Edwards?srsltid=AfmBOor8GLdEVFx4GkWBYXR0YrGW8MjJ1j3meXbByh6wyRUht1-1XTMw